# Ixorida friderici
Ixorida friderici är en skalbaggsart som beskrevs av Heller 1897. Ixorida friderici ingår i släktet Ixorida och familjen Cetoniidae.

## Underarter
Arten delas in i följande underarter:
- I. f. thiburcei
- I. f. todjamboensis
- I. f. vittata